# Amal Essaqr
 (juillet 2020).
Si vous disposez d'ouvrages ou d'articles de référence ou si vous connaissez des sites web de qualité traitant du thème abordé ici, merci de compléter l'article en donnant les références utiles à sa vérifiabilité et en les liant à la section « Notes et références ».
Amal Essaqr, née en 1972 à Marrakech[réf. nécessaire], est une actrice, animatrice et actrice de doublage marocaine. Elle s'est fait connaître grâce à son rôle principal dans la série marocaine Touria et son rôle dans six épisodes de l’émission Moudawala.

## Filmographie
- 2017 : Razzia
- 2012 : Goodbye Morocco
- 2011 : 30s de Galia Qissi
- 2010 : Zman l3ager de Mohamed Smaïl
- 2010 : The Search for Khowledge de Teresa Griffiths
- 2010 : Casa Riders de Youssef Brittel
- 2010 : Le Petit Ange de Zakaria Naciri[2]
- 2010 : Face à face de Mourad El Khawdi
- 2010 : Sage Femme de Rachid Hamdi